# Oscar-Fredriks-Kirche (Göteborg)

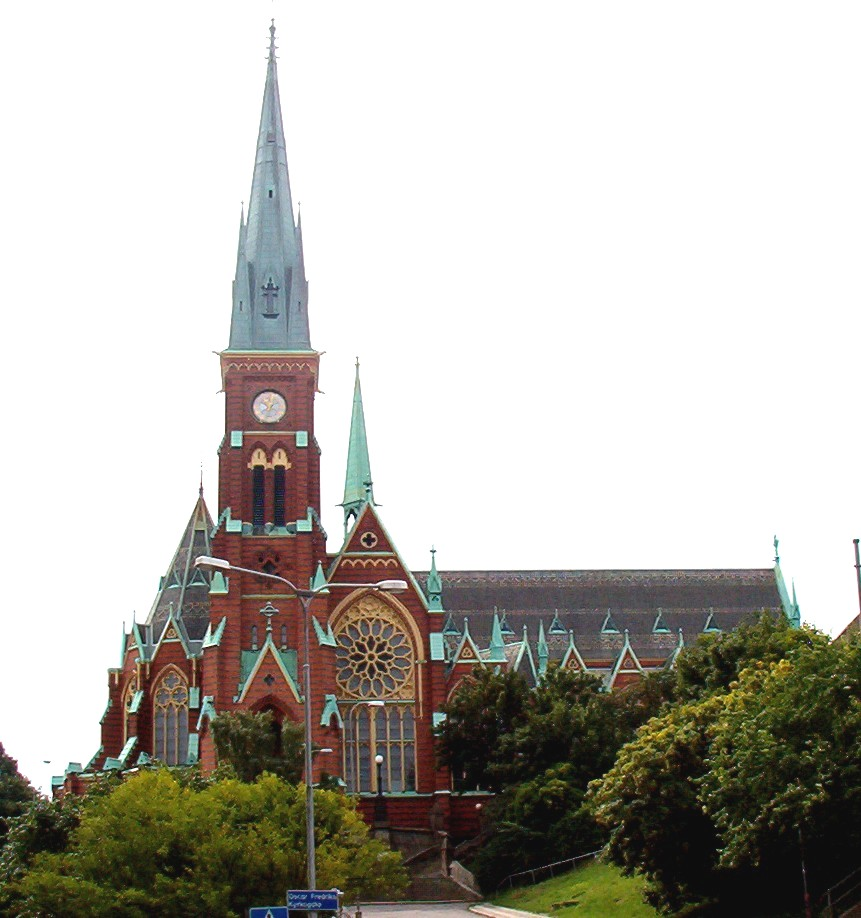
Außenansicht

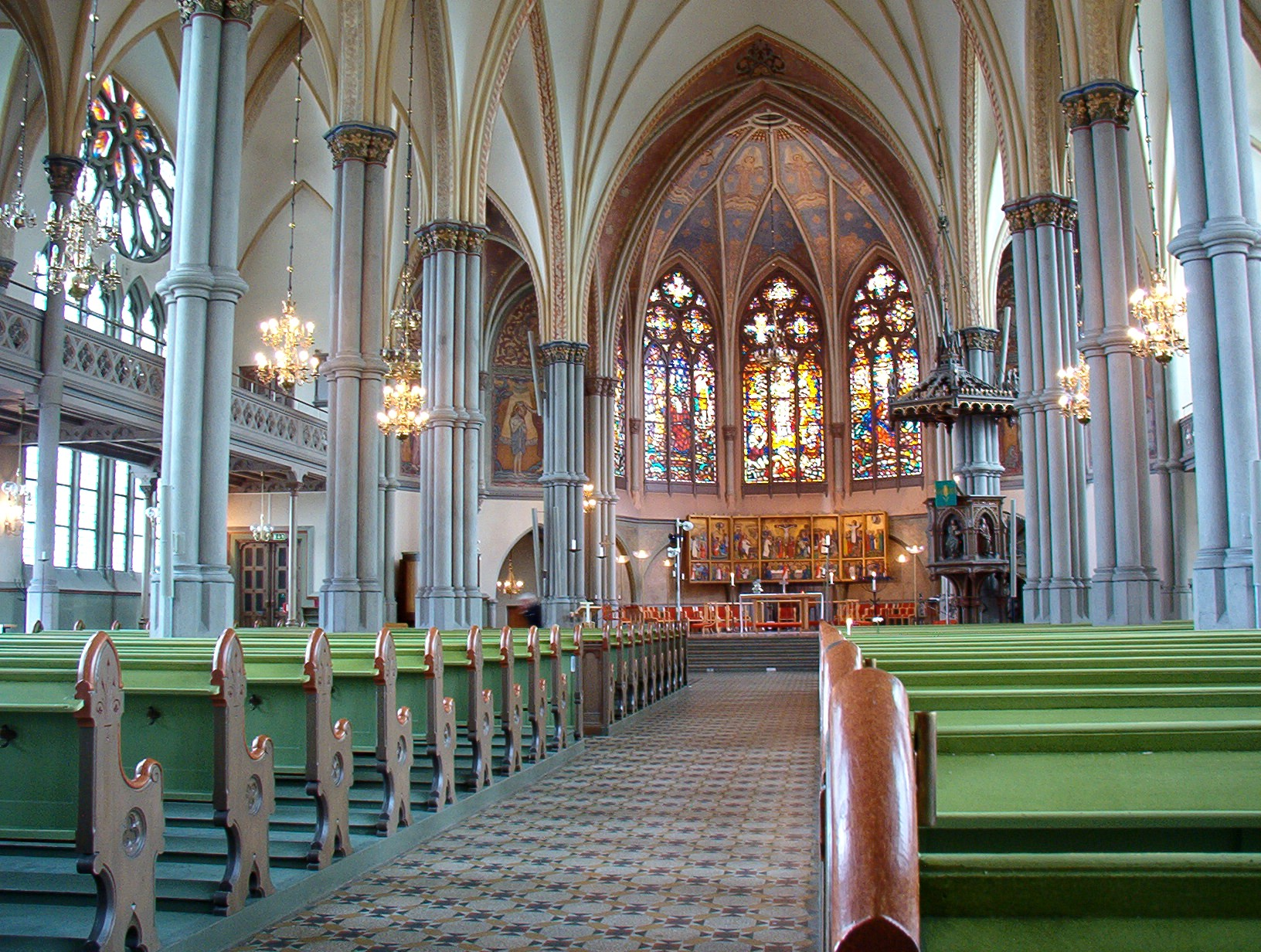
Blick zum Chor

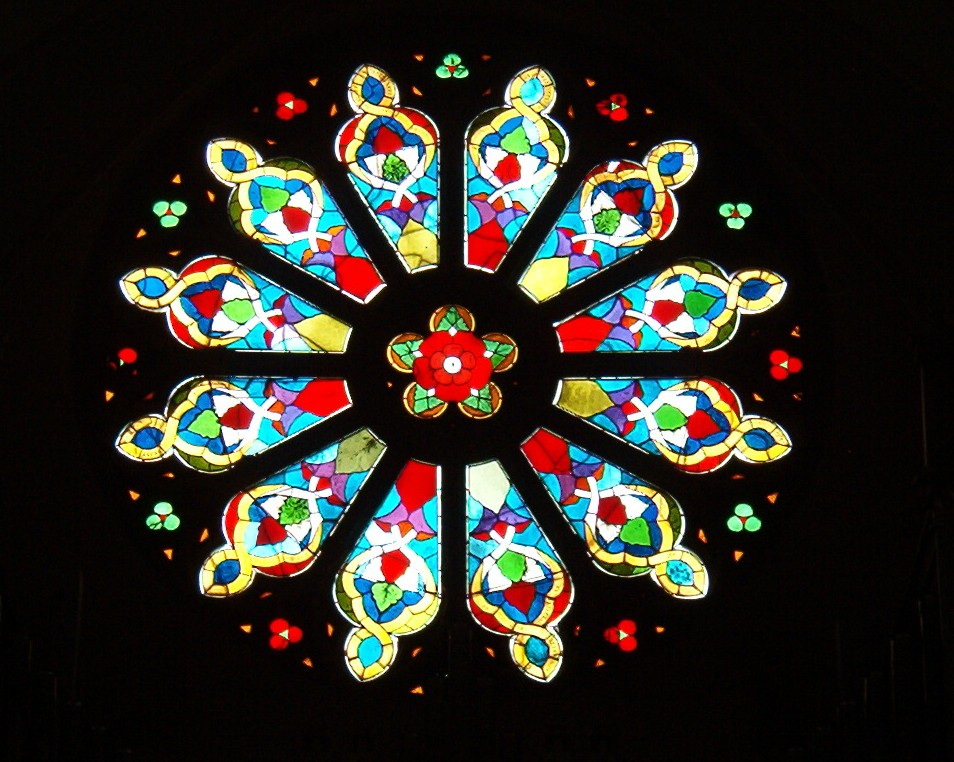
Rosettenfenster

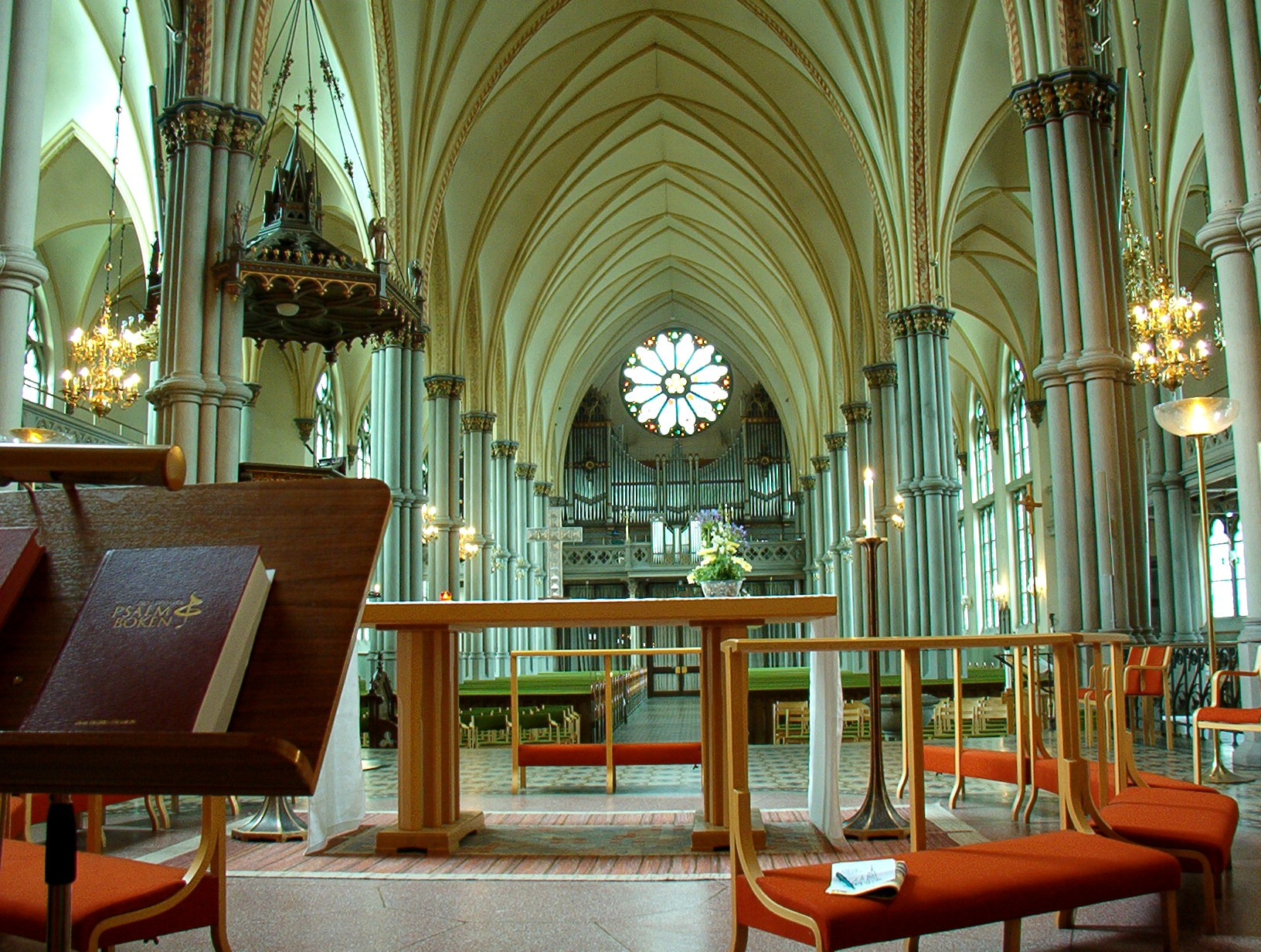
Blick zur Orgel

Die Oscar-Fredriks-Kirche (schwedisch Oscar Fredriks kyrka) ist eine evangelisch-lutherische Kirche in der schwedischen Stadt Göteborg und gehört zur Schwedischen Kirche (Svenska kyrkan).

## Geschichte
Sie wurde von Helgo Zettervall entworfen und von 1889 bis 1893 im Stil der Neogotik erbaut. Der Baustil orientiert sich jedoch nicht an dem nordischer Kirchen, sondern eher an den großen Kathedralen Kontinentaleuropas. Der Name der Kirche bezieht sich auf König Oscar II., der die im Ortsteil Olivedal stehende Kirche 1898 besuchte. Als Standort wurde die Anhöhe Dahlinska Berget gewählt.
Die Kirche wurde 1915, 1940 und 1974 restauriert. Der polygonale Turm ist 60 Meter hoch. Im Innenraum der dreischiffigen Oscar-Fredriks-Kirche dominiert die Farbe grün.

## Ausstattung
Der dreiteilige Altar (Triptychon) wurde von Ivar & Lars Lindecrantz geschaffen, die Bemalung stammt von Erik Abrahamsson. Dargestellt ist in mehreren Motiven das Leben Jesu Christi.
Die beiden Rosettenfenster stammen von 1893 und wurden von Reinhold Callmander (1840–1922) gemalt. Weitere Fenster wurden 1931 und 1938 von Albert Eldh (1878–1955) geschaffen. Er ist auch für die 1915 fertiggestellten Wandmalereien verantwortlich. 
Die hölzerne Kanzel und das Taufbecken stammen aus der Erbauungszeit der Kirche. 

### Orgel
Die Orgel wurde 1968 von dem Orgelbauer Olof Hammarberg erbaut. Das Instrument hat heute 45 Register auf drei Manualwerken und Pedal. Von der Hauptorgel kann auch die kleine Chororgel angespielt werden.
| I Rückpositiv C–a3 |       |
| Gedackt            | 8′    |
| Principal          | 4′    |
| Koppelflöjt        | 4′    |
| Waldflöjt          | 2′    |
| Larigot            | 1 ⁄3′ |
| Sesquialtera II    | 2 ⁄3′ |
| Scharf IV          |       |
| Rankett            | 16′   |
| Regal              | 8′    |
| Tremulant          |       |

| II Hauptwerk C–a3 |       |
| Gedacktpommer     | 16′   |
| Principal         | 8′    |
| Gedackt           | 8′    |
| Oktava            | 4′    |
| Spetsflöjt        | 4′    |
| Kvinta            | 2 ⁄3′ |
| Oktava            | 2′    |
| Cornett III-IV    |       |
| Mixtur VI-VIII    |       |
| Trumpet           | 8′    |

| III Schwellwerk C–a3 |       |
| Borduna              | 16′   |
| Principal            | 8′    |
| Fugara               | 8′    |
| Rörflöjt             | 8′    |
| Voix céleste         | 8′    |
| Oktava               | 4′    |
| Traversflöjt         | 4′    |
| Nasard               | 2 ⁄3′ |
| Blockflöjt           | 2′    |
| Oktava               | 1′    |
| Mixtur IV            |       |
| Cymbel III           |       |
| Fagott               | 16′   |
| Skalmeja             | 8′    |
| Tremulant            |       |

| Pedalwerk C–g1 |         |
| Principal      | 16′     |
| Subbas         | 16′     |
| Kvinta         | 10 2⁄3′ |
| Oktavbas       | 8′      |
| Gedackt        | 8′      |
| Oktava         | 4′      |
| Gedacktpommer  | 2′      |
| Mixtur V       |         |
| Kontrabasun    | 32′     |
| Basun          | 16′     |
| Trumpet        | 8′      |
| Zink           | 4′      |